# Wienerfilharmonikernas nyårskonsert 1998

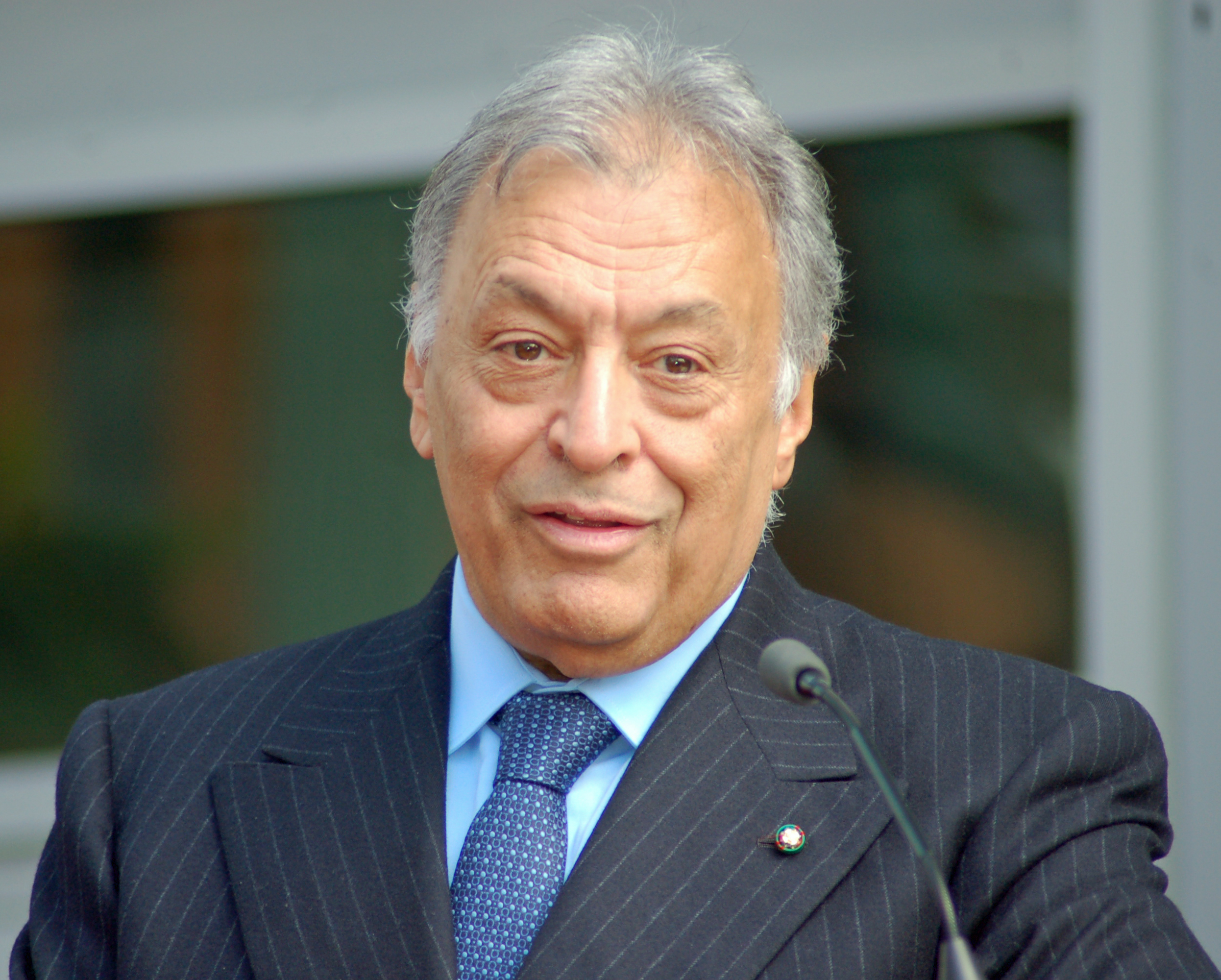
Zubin Mehta (2011)

Wienerfilharmonikernas nyårskonsert 1998 räknas som den 58:e nyårskonserten från Wien och ägde rum den 1 januari 1998 i Wiens Musikverein. Dirigent för andra gången var Zubin Mehta, som även dirigerade konserterna år 1990 och 1995.

## Historia
Strikt räknat var det Wienerfilharmonikernas 53:e nyårskonsert, eftersom det inte var förrän 1946 som namnet introducerades. Dessutom var det den 59:e Årsskifteskonserten, då det vid årsskiftet 1939/40 gavs en Außerordentliches Konzert (extraordinär konsert) av Wienerfilharmonikerna, som dock ägde rum på nyårsafton 1939. Från 1941 dirigerades nyårskonserten av Clemens Krauss, med undantag för åren 1946 och 1947 då Krauss förbjöds att dirigera på grund av sin närhet till nazistregimen och ersattes av Strausspecialisten Josef Krips.
Efter Clemens Krauss död 1955 följde Willi Boskovsky, konsertmästare i Wienerfilharmonikerna, som dirigerade konserten 25 gånger i rad. Från 1980 till 1986 följde sju konserter med dirigenten Lorin Maazel, som tjänstgjorde som chef för Wiener Staatsoper från 1982 till 1984. Därefter beslutade Wienerfilharmonikerna att bjuda in en ny dirigent varje år.
Som har varit fallet varje år sedan 1980 var blomsterdekorationerna en gåva från den italienska staden San Remo.

## Program

### 1:a delen
1. Johann Strauss den yngre: Wo uns're Fahne weht, Marsch, op. 473*
2. Johann Strauss den yngre: Nachtfalter, Vals, op. 157*
3. Joseph Hellmesberger junior: Kleiner Anzeiger, Polka schnell*
4. Josef Strauss: Die Schwebende, Polka Mazur, op. 110*, ***
5. Josef Strauss: Jocus-Polka, Polka schnell, op. 216
6. Johann Strauss den yngre: Nordseebilder, Walzer, op. 390*
7. Johann Strauss den yngre: Tritsch-Tratsch, Polka schnell, op. 214** (Körversion med Wiener Sängerknaben)

### 2:a delen
1. Johann Strauss den yngre: Ouvertyr till operetten Prinz Methusalem
2. Johann Strauss den yngre: Wiener Bonbons, Vals, op. 307
3. Johann Strauss den äldre: Marianka-Polka, op. 173*
4. Josef Strauss: In der Heimath, Polka mazur, op. 231 *
5. Johann Strauss den yngre: Annen-Polka, op. 117 (Körversion med Wiener Sängerknaben)
6. Josef Strauss: Plappermäulchen (Musikalischer Scherz), Polka schnell, op. 245 (Arrangemang: Michael Rot)
7. Johann Strauss den yngre: Neue Melodien-Quadrille, op. 254
8. Johann Strauss den yngre: Rosen aus dem Süden, Vals, op. 388
9. Eduard Strauß: Bahn frei, Polka schnell, op. 45

### Extranummer
1. Johann Strauss den yngre: Nur fort, Polka schnell, op. 383*
2. Johann Strauss den yngre: An der schönen blauen Donau, Vals, op. 314
3. Johann Strauss den äldre: Radetzkymarsch, op. 228

Verkförteckningen och verkens ordning finns på Wienerfilharmonikernas webbplats.
 De verk markerade med * stod för första gången på programmet till en nyårskonsert.

**Tritsch-Tratsch-Polka är ingen "Polka schnell" (Snabbpolka) i egentlig mening, den beteckningen användes av Johann Strauss den yngre först med op. 281 (Vergnügungszug (Polka schnell))..
***I senare konserter (2008, 2022) betecknade som "Galopp, op. 4".

## Inspelningar
En dubbel-CD:n släpptes i januari 1998 av BMG Classics (skivmärket RCA Victor Red Seal). Kritiker berömde inspelningen som extraordinär bara fyra veckor efter konsertens slut. Den första CD:n innehåller programnumren, den andra innehåller de tre extranumren.

## Weblänkar
- Program för nyårskonserten 1998 på wienerphilharmoniker.at